# Смімгто Буддакеті
Смімгто Буддакеті (*бірм. သမိန်ထောဗုဒ္ဓကိတ္, д/н — 1777) — 1-й володар Відродженого Гантаваді у 1740—1747 роках. Ім'я перекладається як «Володар смугастого слона».

## Життєпис
Походив з другої династії Таунгу. Онук таунгуського володаря Міньєчавдіна. Син Паган Саррка, намісника Пагану. Народився в Пагані десь після 1711 року, отримавши ім'я Тхахла. 1714 року його батько повстав проти нового володаря держави Танінґанвая, але зазнав поразки й загинув. Тхахла разом з матір'ю Тхупаппою втік на південний схід до регіону, населеного каренами. Тут вивчив мови мон, каренів та шанів. Згодом отримав прощення, але вимушений був стати буддійським ченцем.
В подальшому мешкав в Пегу. 1740 року з огляду на послаблення імперії таунгу серед монського населення спалахнуло потужне повстання. Лідери його обрали Тхахла своїм номінальним очільником (за деякими переказами проти його волі). Невдовзі його було зведено на трон державі, відомої в історії як Відроджене Гантаваді. він прийняв ім'я Смімгто Буддакеті. Поступово фактичну владу перебрав його перший міністр Бінья Дала. Невдовзі армія того атакувала П'ї й Аву, але зазнало поразки, захопивши лише місто Таунгу з провінцією.
1747 року зрікся влади на користь Бінья Дали, а сам перебрався до Чіангмая, 1757 року втік до Боромакота, правителя Аютхаї. Останній, що уклав союз з Алаунпаєю відправив колишнього правителя до імперії Цін. На шляху біля узбережжя Дайв'єту зміг втекти. Переховувався у володіннях тюа Нгуєн. Близько 1761 року повернувся до Чіангмая, де помер 1777 року.